# Billy-Montigny
Billy-Montigny és un municipi francès situat al departament del Pas de Calais i a la regió dels Alts de França. L'any 2007 tenia 7.964 habitants.

## Demografia

### Població
El 2007 la població de fet de Billy-Montigny era de 7.964 persones. Hi havia 3.097 famílies de les quals 945 eren unipersonals (273 homes vivint sols i 672 dones vivint soles), 732 parelles sense fills, 1.032 parelles amb fills i 388 famílies monoparentals amb fills.
La població ha evolucionat segons el següent gràfic:
Habitants censats

### Habitatges
El 2007 hi havia 3.352 habitatges, 3.172 eren l'habitatge principal de la família, 10 eren segones residències i 170 estaven desocupats. 2.472 eren cases i 826 eren apartaments. Dels 3.172 habitatges principals, 1.294 estaven ocupats pels seus propietaris, 1.696 estaven llogats i ocupats pels llogaters i 182 estaven cedits a títol gratuït; 52 tenien una cambra, 304 en tenien dues, 611 en tenien tres, 994 en tenien quatre i 1.211 en tenien cinc o més. 1.836 habitatges disposaven pel capbaix d'una plaça de pàrquing. A 1.529 habitatges hi havia un automòbil i a 678 n'hi havia dos o més.

### Piràmide de població
La piràmide de població per edats i sexe el 2009 era:
| Homes | Edats   | Dones |
| ----- | ------- | ----- |
| 4     | 95 o +  | 17    |
| 0     | 90 a 94 | 49    |
| 32    | 85 a 89 | 70    |
| 36    | 80 a 84 | 94    |
| 88    | 75 a 79 | 233   |
| 204   | 70 a 74 | 264   |
| 139   | 65 a 69 | 272   |
| 127   | 60 a 64 | 157   |
| 139   | 55 a 59 | 151   |
| 235   | 50 a 54 | 169   |
| 211   | 45 a 49 | 281   |
| 295   | 40 a 44 | 332   |
| 239   | 35 a 39 | 303   |
| 309   | 30 a 34 | 261   |
| 325   | 25 a 29 | 370   |
| 243   | 20 a 24 | 236   |
| 369   | 15 a 19 | 332   |
| 316   | 10 a 14 | 302   |
| 340   | 5 a 9   | 304   |
| 243   | 0 a 4   | 246   |

## Economia
El 2007 la població en edat de treballar era de 5.024 persones, 3.159 eren actives i 1.865 eren inactives. De les 3.159 persones actives 2.495 estaven ocupades (1.443 homes i 1.052 dones) i 664 estaven aturades (321 homes i 343 dones). De les 1.865 persones inactives 382 estaven jubilades, 530 estaven estudiant i 953 estaven classificades com a «altres inactius».

### Ingressos
El 2009 a Billy-Montigny hi havia 3.248 unitats fiscals que integraven 8.169 persones, la mediana anual d'ingressos fiscals per persona era de 12.581 €.

### Activitats econòmiques
Dels 261 establiments que hi havia el 2007, 2 eren d'empreses extractives, 7 d'empreses alimentàries, 1 d'una empresa de coc i refinatge, 2 d'empreses de fabricació de material elèctric, 2 d'empreses de fabricació d'elements pel transport, 9 d'empreses de fabricació d'altres productes industrials, 22 d'empreses de construcció, 79 d'empreses de comerç i reparació d'automòbils, 7 d'empreses de transport, 24 d'empreses d'hostatgeria i restauració, 1 d'una empresa d'informació i comunicació, 8 d'empreses financeres, 15 d'empreses immobiliàries, 21 d'empreses de serveis, 31 d'entitats de l'administració pública i 30 d'empreses classificades com a «altres activitats de serveis».
Dels 65 establiments de servei als particulars que hi havia el 2009, 1 era una comissaria de policia, 1 oficina de correu, 3 oficines bancàries, 3 funeràries, 5 tallers de reparació d'automòbils i de material agrícola, 1 taller d'inspecció tècnica de vehicles, 3 autoescoles, 3 paletes, 2 guixaires pintors, 3 fusteries, 5 lampisteries, 3 electricistes, 1 empresa de construcció, 12 perruqueries, 1 veterinari, 14 restaurants, 2 agències immobiliàries, 1 tintoreria i 1 saló de bellesa.
Dels 42 establiments comercials que hi havia el 2009, 2 eren supermercats, 1 una gran superfície de material de bricolatge, 4 botiges de menys de 120 m², 5 fleques, 6 carnisseries, 1 una botiga de congelats, 3 llibreries, 7 botigues de roba, 1 una botiga d'equipament de la llar, 3 botigues d'electrodomèstics, 2 botigues de mobles, 1 una botiga de mobles, 3 drogueries, 1 una perfumeria i 2 floristeries.

## Equipaments sanitaris i escolars
El 2009 hi havia 3 centres de salut, 5 farmàcies i 1 ambulància.
El 2009 hi havia 2 escoles maternals i 3 escoles elementals. Billy-Montigny disposava d'un col·legi d'educació secundària amb 496 alumnes.

## Poblacions més properes
El següent diagrama mostra les poblacions més properes.